# Бангаш, Ариф
Ариф Бангаш (англ. Arif Bangash) — государственный и военный деятель Пакистана. С 1996 по 1999 год занимал должность губернатора провинции Хайбер-Пахтунхва.

## Биография
Проходил военную службу в вооружённых силах Пакистана, дослужился до звания генерал-лейтенанта. В 1996 году покинул ряды пакистанской армии. 11 ноября 1996 года был назначен на должность губернатора провинции Хайбер-Пахтунхва, сменив на этом посту генерал-майора в отставке Хуршида Али Хана. 17 августа 1999 года был снят с должности, следующим губернатором Хайбер-Пахтунхвы стал Миангул Аурангзеб. В ноябре 2010 года Ариф Бангаш вошёл в состав правления Гражданского комитета Кохата. Комитет мониторит ситуацию за соблюдением закона и порядка в округе, а также курирует инвестиции в промышленный сектор. 